# Lycoming T53
Lycoming T53 (tovární označení LTC-1) je turbohřídelový motor, který byl v sériové výrobě od 50. let XX. století. Patrně nejznámější je jeho použití ve vrtulnících Bell UH-1 Iroquois. Do poloviny 80. let mateřská firma vyrobila cca 18 000 motorů Lycoming T53, které byly mimo USA vyvezeny do 29 zemí. Mimo to se vyráběl v licenci v Německu (Klöckner-Humboldt-Deutz), v Itálii (Piaggio), Japonsku (Kawasaki) a na Tchaj-wanu.

## Technická data (Lycoming T53-L-13)
- Turbohřídelový motor s volnou hnací turbínou, v dvouhřídelovém uspořádání. Generátor tvoří smíšený kompresor s pěti axiálními a jedním radiálním stupněm, poháněný dvoustupňovou vysokotlakou turbínou. Hnací (volná) turbína je dvoustupňová nízkotlaká. Spalovací komora je prstencová, protiproudá, s 22 vstřikovacími tryskami.
- Délka: 1209 mm
- Průměr: 584 mm
- Hmotnost suchého motoru: 245 kg
- Převod reduktoru: 1÷0,295 (poměr otáček hnací÷hnaný hřídel)
- Max. vzletový výkon: 1400 hp (1044 kW) při 25 600 ot/min (generátor; volná turbína má 22 500 ot/min)
- Měrná spotřeba paliva: 0,355 g.kW.h